# Стронгин, Роман Григорьевич
Роман Григорьевич Стро́нгин (род. 21 июля 1939, Дзержинск) — советский и российский математик, доктор физико-математических наук, заслуженный деятель науки Российской Федерации (1993). Президент Нижегородского государственного университета. Вице-президент Российского союза ректоров.

## Биография
Окончил с отличием радиофизический факультет Горьковского университета в 1962 году и аспирантуру факультета вычислительной математики и кибернетики ГГУ в 1966 году. Его научным руководителем был Ю. И. Неймарк. В 1978 стал доктором физико-математических наук, в 1979 — профессором. Заведующий кафедрой математического обеспечения ЭВМ (с момента создания кафедры в 1973 году). Декан факультета вычислительной математики и кибернетики (1981—1989). Проректор по учебной работе (1989—1991). Первый проректор (1991—2003). Ректор университета (2003—2008). Среди его учеников — декан факультета вычислительной математики и кибернетики (ВМК) ННГУ, директор Научно-исследовательского института прикладной математики и кибернетики (НИИ ПМК) ННГУ В. П. Гергель.
Отец — Григорий Миронович Стронгин, химик.

## Занимаемые должности
- Председатель Общественной палаты Нижегородской области.
- Председатель Совета ректоров вузов Приволжского федерального округа.
- Председатель Совета ректоров вузов Нижегородской области.
- Заместитель председателя Нижегородского энциклопедического совета при губернаторе Нижегородской области.[источник не указан 1058 дней]
- Член комитета по присуждению премий города Нижнего Новгорода и комиссии по представлению к почетным званиям Нижегородской области.
- Член редколлегии «Journal of Global Optimization», Kluwer Academic Publishers (1990—1998) и редколлегии международного научно-теоретического журнала «Известия высших учебных заведений. Математика» (с 1998 года).
- Действительный член Российской академии естественных наук[1] и Академии гуманитарных наук.
- Действительный член Нью-Йоркской Академии Наук.[источник не указан 1058 дней]

## Научная работа
Роман Григорьевич является автором более 300 научных и учебно-методических работ, включая монографии. Как приглашённый профессор читал лекции в университетах Дании (1971, 1997), Италии (1989, 1991—1993, 1998) и США (1992), а также в Международном институте прикладного системного анализа (Австрия, 1990) и в Национальном институте математики им. Франческо Севери (Италия, 2003).

## Санкции
6 марта 2022 года после вторжения России на Украину подписал письмо в поддержу российской агрессии. С 9 июня 2022 года находится под персональными санкциями Украины за поддержку войны. Также был внесён ФБК в список коррупционеров и разжигателей войны за поддержку нападения на Украину, 16 марта 2022 года форумом свободной России внесён в санкционный «Список Путина» с предложением введения против него международных санкций.

## Награды
- Орден «Знак Почёта» (1986).
- Заслуженный деятель науки Российской Федерации (1993).
- Премия города Нижнего Новгорода в области высшей школы (1993).[источник не указан 1058 дней]
- Почётный работник высшего образования России (1997).
- Заслуженный профессор ННГУ (1999).
- Премия Президента Российской Федерации в области образования[5] (2000).
- Почётный доктор Лондонского столичного университета (2004).
- Орден Дружбы (2015)[6].
- Почётный гражданин Нижегородской области (2019)[7].
- Медаль «В память 800-летия Нижнего Новгорода» (12 июня 2021)[8].

## Личная жизнь
Женат, имеет двоих детей.